# Luc Winants (politicus)
L.M.C. (Luc) Winants (Heerlen, 16 januari 1965) is een Nederlandse leraar, bestuurder en voormalig D66– en CDA–politicus.

## Loopbaan
Winants studeerde geschiedenis en aardrijkskunde aan de lerarenopleiding in Sittard. Hij begon zijn loopbaan als docent geschiedenis en aardrijkskunde in het voortgezet onderwijs. Winants werd in 1990 gemeenteraadslid namens D66 in Sittard. Dit ambt bekleedde hij tot de fusie van Sittard met de gemeenten Geleen en Born in de gemeente Sittard-Geleen op 1 januari 2001. In 2001 stapte hij over naar het CDA. Tussen 1995 en 1999 was Winants directeur van de Stichting Buurtbeheerbedrijf De Maaspoort in Maastricht.
Tussen 1999 en 2000 was Winants stadsdeelleider bij de gemeente Maastricht en tussen 2001 en 2006 hoofd bureau buurtgericht werken, en tussen 2005 en 2006 hoofd afdeling stadstoezicht. Van 2006 tot 2010 was hij wethouder en locoburgemeester van Maastricht. Na zijn vertrek als wethouder was hij tot december 2012 projectmanager werkgevers servicepunt Maastricht-Heuvelland. Vanaf 1 mei 2018 was Winants ketenregisseur van integratie vluchtelingen in Limburg bij de Regietafel Limburg.
Winants is voorzitter van Pop in Limburg. Vanaf 2022 ging hij weer aan het werk als docent.

### Burgemeesterschap
In 2012 werd hij op voorstel van de gemeenteraad benoemd tot nieuwe burgemeester van Brunssum. Op 16 januari 2013 werd hij officieel geïnstalleerd. Op 4 december 2017 heeft Winants aan de koning zijn ontslag aangeboden als burgemeester van Brunssum per 1 januari 2018. Met ingang van die datum werd Gerd Leers benoemd tot waarnemend burgemeester van Brunssum.
Op 12 september 2019 droeg de gemeenteraad van Venray Winants voor als burgemeester. Op 1 november 2019 nam de ministerraad de voordracht over. Zijn benoeming ging in op 6 januari 2020. Winants legde zijn taken neer als burgemeester van Venray en met ingang van 22 december 2021 werd Leontien Kompier benoemd tot waarnemend burgemeester.